# 帰化軍
帰化軍（きかぐん）とは1920-1940年代の中国新疆のロシア系住民（現在のオロス族の祖先を中心とするが、民族および国籍はさまざまであった）で構成された軍隊であり、当時オロス族は「帰化族」と呼ばれたためその名がある。金樹仁の1928年の執政後に軍の整理の機会を借りて、白系ロシア人の敗残軍を編成し直したのが始まりである。

## 背景
民国政府は1912年すでに建立されていたが、1912年トムル（鉄木耳）のハミでの蜂起が失敗したので、新疆で封建制度が続くこととなった。1930 年3月、シャー・マクスド(en:Maqsud Shah)親王が病で亡くなると、その子ナズィル（聶孜爾）が王位を継承した。彼の残酷な政策により、現地住民は省主席金樹仁の改土帰流の実施と親王および貴族の統治地位の廃止を要望するようになった。金樹仁は决定開拓支援（放荒）と農地税（田賦）の徴収を決定した。しかし王府と地方政府の妨害により、政策の税は農民の上にのしかかった。いくばくの地方勢力がハミで挙兵し、ホージャ・ニヤーズを首領に頂いた。省軍に敵わなかったため、ホージャ・ニヤーズの部下のユルバース・カーンは甘粛へ行き、現地の軍閥馬仲英を新疆に入れ共同作戦をした。

## 成立と作戦
情勢に対応できない金氏政府は、まず外交官の汝孝昌や趙得寿や克富斎らを省政府を代表させて派遣し、白系ロシアのリーダーと会談した。新疆公路局長で実業家のゲミレンケン（Гемиленкен、格米林肯）は最終的に協議を達成し1931年7月の後、イリ屯墾使張培元によって最初にイリで帰化軍の募集が行われた。白系ロシア軍人も新疆で勢力を発展させて反攻しようと目論んでいた。よって8月中旬までに約500人余りを募集してまず騎兵団一つに編成し、モギトロフ(莫古特洛夫 Могутров)を団長とし、3つの騎兵連隊と1つの砲兵連隊と1つの機関銃連隊を管轄させた。のちに二つの団まで拡大し、団長はそれぞれアントーノフ(Антонов)とパピンゴト（巴平古特 Πапингот、ドイツ系）であった。
帰化軍と聖君は奇台作戦において、鎮西（現在のバルクル）を回復し、ハミの包囲を解いた。トルファンとピチャンが陥落すると、帰化軍は再度敵と戦った。その後「帰化軍騎兵第二団」が組織され、その下には三つの騎兵連隊とそれぞれ砲兵連隊と機関銃連隊が一つずつ設けられ、総数官兵600人あまりで、団長のフロフスキー(Хловский、赫労夫斯基)は省都ウルムチの包囲を解くことに成功した。

## クーデター
帰化軍は勇敢で戦いに秀でていたため、金樹仁の猜疑心を引き起こした。配布された馬匹などの戦略物資のレベルが低く、さらに軍の俸給が差し押さえられて支払われなかったので、最終的に帰化軍の心は離れ、“新疆四·一二クーデター”が起こった。
金政府は腐敗して無能であったので、各反対勢力が連合した。クーデター後に帰化軍と漢人の同等の政治権利を得るために、4月12日午後帰化軍はバピンゴトとアントノフの指揮のもと省都に侵攻した。省軍は虚を突かれ、金樹仁は慌てて逃げ出した。反对派は連席会議を開いて、南京中央政府に劉文龍を主席に、盛世才を督辦にすることを提議した。

## 馬と盛の争い
馬仲英はクーデターを知ると、再度派兵して新疆を占領しようとした。盛世才は帰化軍を派兵して東北義勇軍と合同で作戦を行い、再度馬家軍を撃退した。
1933年12月、張培元は塔城で反盛反乱を起こした。盛の部下の姚雄と包爾汗はイワノフ(Иваннов)を通じて塔城帰化軍を募集して組織し、鎮圧に成功した。この軍は後に“帰化軍騎兵第三団”に改編され、その下には三つの騎兵営と一つの砲兵連隊の合計兵四百余人が設けられ、省都に移動した。
1934 年1月イリの張培元とハミの馬仲英は合同して省都に突撃し、盛世才はソ連に救援を求めた。ソ連軍のクミチ(Кумиц 庫米斉) 将軍とバルギン(Валгин 沃爾根) 団長は越境して新疆に入る時、“アルタイ帰化軍”と偽称した。赤軍の攻勢は激しく、張培元は破れて自殺し、馬仲英はソ連へ逃亡した。

## 解散
1937年に馬盛の争いが終わると、盛世才は帰化軍の首領が兵を持って自立することを恐れて、軍隊を解散・復員させ、一部の将校は督辦参謀と公路局の役人に任命した。しかし省主席の軟禁後は、帰化軍高級将校のパピンゴトとアントノフと格米林肯、更には東北義勇軍の将校の鄭潤成の一同が逮捕されて罪に陥れられ、最後には獄中で殺された。実はこれは盛がソ連に向けて忠誠心を表す手段だった。

## 待遇
帰化軍の待遇は2・3倍他の省軍より給料が高かった。

## 参考資料
1. ↑  “新疆俄罗斯族往事” (简体中文).   新浪新闻 (2005年11月3日). 2011年10月28日閲覧。
2. ↑  包爾汗《新疆五十年》,文史資料出版社,1984 年,第164～166 ページ。
3. 1 2  新疆通志·军事志[M ]. 乌鲁木齐: 新疆人民出版社, 1997.
4. ↑  《中国经营西域史》第603～621 ページ